# Parti antirévolutionnaire
Pour les articles homonymes, voir ARP.
Le Parti antirévolutionnaire (en néerlandais : Anti-Revolutionaire Partij - ARP) est un parti politique aux Pays-Bas ayant existé entre 1879 et 1980.

## Histoire

### Histoire avant 1879
Un groupe parlementaire antirévolutionnaire existe depuis les années 1840. Il représente les tendances orthodoxes au sein de l'Église réformée néerlandaise. Sous la présidence de Guillaume Groen van Prinsterer, les antirévolutionnaires deviennent une force politique réelle opposée aux tendances libérales tant au sein de l'Église réformée qu'au sein du monde politique. Leurs trois valeurs sont « Dieu, les Pays-Bas et la Maison d'Orange ». L'éducation est un enjeu important qui, pour les antirévolutionnaires, devrait être de nature protestante. Les antirévolutionnaires ont des liens avec le Mouvement d'avril qui s'oppose au rétablissement officiel des évêchés catholiques romains et des relations mitigées avec les conservateurs du parlement, qui s'opposent également aux réformes politiques et sociales, mais souvent sur la base d'un protestantisme libéral et d'un humanisme séculier. Durant les années 1860, Groen van Prinsterer est de plus en plus isolé de ses alliés conservateurs. Il commence à reformuler ses idéaux protestants et à plaider pour la souveraineté de la sphère sociale (souvereiniteit in eigen kring) et non plus pour une théocratie. Cela signifie qu'il veut désormais une société protestante au sein d'une société pluraliste, et non plus une société entièrement protestante. Les protestants orthodoxes auraient leurs propres églises, écoles, journaux, partis politiques et clubs sportifs. Cela établit la base de la pilarisation qui domine la société néerlandaise de 1880 à 1960.
En 1864, Groen van Prinsterer commence à correspondre avec un jeune théologien protestant néerlandais nommé Abraham Kuyper. Ce dernier, fortement influencé par les idées de Groen van Prinster, commence à les mettre en pratique.

### Fondation
Le 3 avril 1879, Abraham Kuyper fonde le Parti antirévolutionnaire (ARP) qu'il voit comme une partie de la société protestante orthodoxe au sein de la société néerlandaise. C'est le premier parti politique organisé aux Pays-Bas. La fondation de ce parti résulte notamment d'une pétition lancée en 1878 et demandant un financement égal pour les écoles religieuses et pour les écoles publiques. Une année plus tôt, Kuyper avait déjà écrit Notre Programme dans lequel les idées politiques de l'ARP était formalisées. Parallèlement à l'aRP, de nombreuses écoles protestantes sont créées, une université protestante ouvre en 1880 et un journal, De Standaard, commence à être édité. En 1886, Kuyper quitte l'Église réformée néerlandaise, de tendance libérale, pour fonder, en 1892, les Églises réformées des Pays-Bas.
Afin d'attendre ses buts politiques, et notamment le financement égal des écoles publiques et religieuses, l'ARP cherche à créer une alliance entre partis catholiques et protestants et donc à casser l'alliance en vigueur entre libéraux et catholiques.

### 1879-1917
En 1879, treize antirévolutionnaires siègent au parlement - sur un nombre total de 100 députés - mais tous ne sont pas membres de l'ARP. Pendant la période 1879-1883, leur nombre passe à 19. Après les élections de 1884, ils sont 21 et, en 1886, ils obtiennent leur premier siège au Sénat.
Lors des élections législatives de 1888, l'ARP remporte 31,4 % des voix et 27 sièges. Un gouvernement confessionnel est formé sous la direction d'Æneas Baron Mackay et regroupant les antirévolutionnaires et les catholiques, ainsi que deux conservateurs indépendants. Comme les libéraux contrôlent encore le Sénat, de nombreuses propositions gouvernementales ne sont pas votées et le gouvernement chute avant la fin de la législature.
En 1891, l'ARP perd 2 % de ses voix et six de ses sièges. Les partis confessionnels ne sont plus majoritaires au parlement. Un gouvernement libéral, conduit par Gijsbert van Tienhoven, est formé. Il propose de changer le système électoral et d'introduire un système correspondant presque au suffrage universel masculin. L'ARP est divisé sur la question : Kuyper et une majorité du groupe parlementaire vote en faveur de la loi, mais Alexander de Savornin Lohman s'y oppose vigoureusement. Kuyper a de bonnes raisons pour soutenir la réforme : la classe moyenne, qui serait désormais autorisée à participer aux élections, soutient souvent l'ARP. De Savornin Lohman s'y oppose car elle implique que la souveraineté divine serait remplacée par la souveraineté populaire. En 1894, De Savornin Lohman et ses partisans, dont de nombreux aristocrates, quittent le parti. Ils fondent le Parti antirévolutionnaire libre en 1898, qui deviendra l'Union chrétienne historique en 1904, et qui restera opposée au suffrage universel.
Lors des élections législatives de 1894, l'ARP perd presque la moitié de ses votes et six de ses 21 sièges. Les catholiques rompent leur alliance avec l'ARP et soutiennent un gouvernement conservateur. En 1897, l'ARP regagne du terrain, remportant 26 % des voix et dix-sept sièges. Le groupe de De Savornin Lohman remporte 11 % des votes et six sièges. Un gouvernement libéral est formé et l'ARP reste das l'opposition.
En 1901, l'ARP gagne une victoire décisive avec 27,4 % des voix et 23 sièges. Il forme un gouvernement avec les catholiques et les partisans de De Savornin Lohman. Le gouvernement est dirigé par Kuyper, qui devient le premier chef de gouvernement néerlandais à rester en poste pour une législature complète. Le style de Kuyper peut être qualifié d'autoritaire. Lors d'une grève des chemins de fer en 1903, il ne montre aucune pitié pour les grévistes et fait adopter plusieurs lois anti-grèves au parlement. Par ailleurs, après que le Sénat, où les libéraux sont majoritaires, a rejeté une loi sur l'éducation supérieure demandant la reconnaissance de l'égalité des titres entre les universités publiques et l'université protestante, Kuyper dissout le Sénat et convoque de nouvelles élections. Désormais majoritaires à la Chambre haute, les partis confessionnels peuvent faire adopter la loi.
Lors des élections de 1905, l'ARP perd 3 % des voix et huit sièges à la chambre basse, même si le parti se renforce au Sénat. Kuyper n'est pas réélu et le groupe parlementaire est désormais dirigé par Theo Heemskerk. Un gouvernement libéral minoritaire est formé. Le député Staalman quitte l'ARP et fonde le Parti démocrate-chrétien, qui deviendra ensuite l'Union démocrate-chrétienne et qui jouera un rôle mineur dans le paysage politique de l'entre-deux-guerres. En 1908, Kuyper fait son retour au parlement. Après une crise du gouvernement libéral, Theo Heemskerk peut diriger un gouvernement confessionnel minoritaire. Lors des élections de 1909, l'ARP gagne 3 % de votes supplémentaires et 25 sièges. Le gouvernement Heemskerk est reconduit.
En 1912, Kuyper quitte la politique nationale pour raisons de santé, mais est élu au Sénat une année plus tard. Lors des élections de 1913, l'ARP perd 6 % des voix et plus de la moitié de ses sièges. Un gouvernement libéral minoritaire est formé. Les dirigeants de l'ARP sont désormais des figures politiques moins connues, mais l'ARP joue un rôle important dans la politique néerlandaise. Le gouvernement libéral minoritaire, dirigé par Cort van der Linden, cherche en effet à résoudre deux conflits importants de la politique néerlandaise: le financement des écoles et le suffrage universel. Une modification constitutionnelle est adoptée en 1917 : l'ARP obtient le financement égal des écoles publiques et religieuses, mais doit accepter le droit de vote des femmes et la représentation proportionnelle.

### Disparition
En 1980, le parti fusionne avec Parti populaire catholique et l'Union chrétienne historique pour former l'Appel chrétien-démocrate.

## Idéologie
Lors de sa fondation en 1879, le Parti antirévolutionnaire était un parti protestant orthodoxe, fortement opposé aux idéaux de la Révolution française. L'ARP préférait la providence à la liberté, la hiérarchie à l'égalité et la souveraineté à la fraternité. Ses idéaux pouvaient se résumer à « Dieu, les Pays-Bas et la Maison d'Orange ». Pendant la plus grande partie de son histoire, le parti a été fidèle à cette vision conservatrice protestante, mais dans les années 1960 et 1970, le parti a glissé vers la gauche dans de nombreux domaines.

## Dirigeants

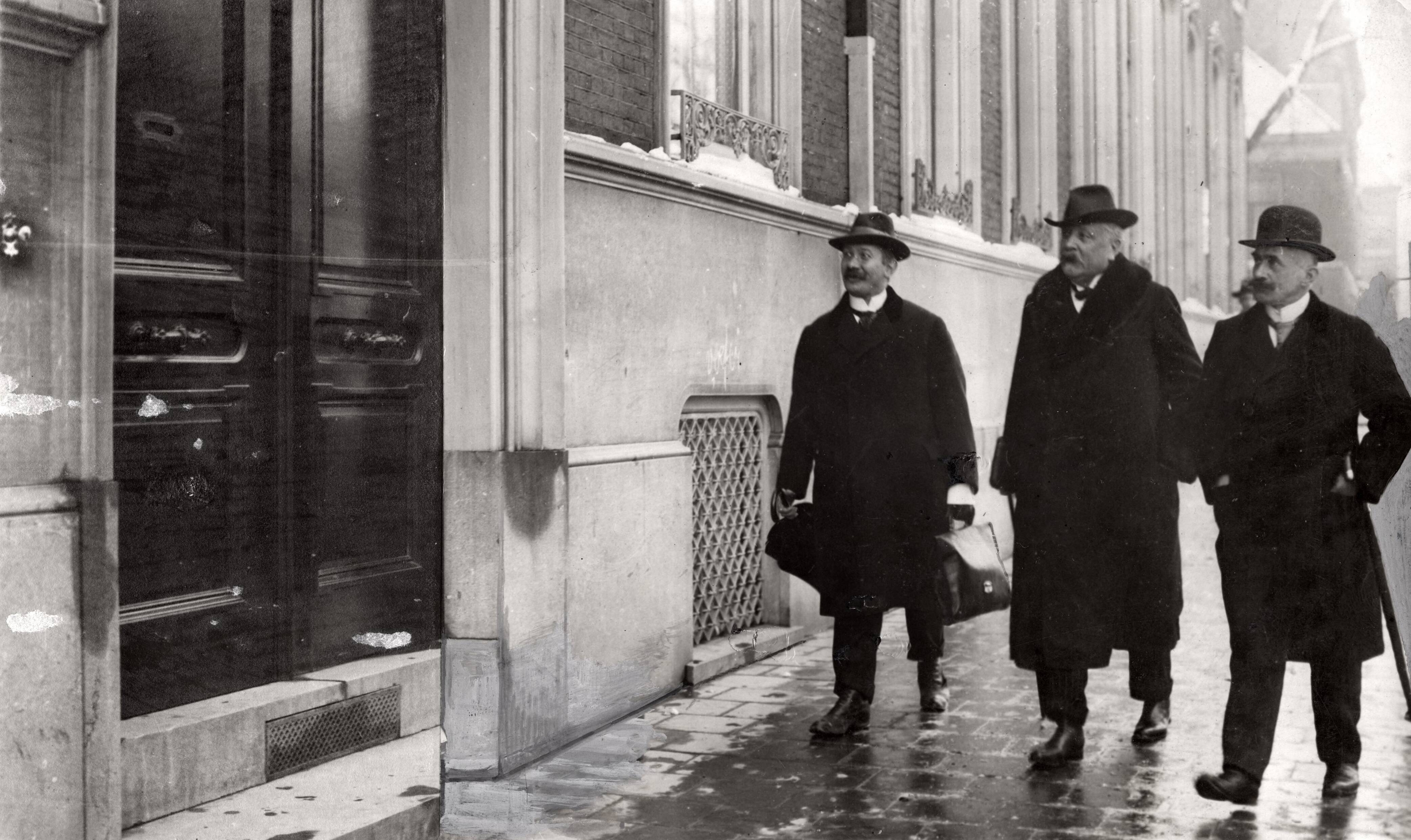
, Theo Heemskerk et en 1916.

- Chefs
  - 1879-1920 : Abraham Kuyper
  - 1920-1944 : Hendrikus Colijn
  - 1944-1956 : Jan Schouten (nl)
  - 1956 : Jelle Zijlstra
  - 1956-1958 : Sieuwert Bruins Slot (nl)
  - 1958-1959 : Jelle Zijlstra
  - 1959-1963 : Sieuwert Bruins Slot (nl)
  - 1963-1973 : Barend Biesheuvel
  - 1973-1977 : Willem Aantjes

## Résultats électoraux

### Seconde chambre
| Année | Voix    | %    | Sièges   | Rang | Gouvernement                                                   |
| ----- | ------- | ---- | -------- | ---- | -------------------------------------------------------------- |
| 1946  | 614 201 | 12,9 | 13 / 100 | 3e   | Opposition                                                     |
| 1948  | 651 612 | 13,2 | 13 / 100 | 3e   | Opposition (1948-1951) et Drees I (1951-1952)                  |
| 1952  | 603 329 | 11,3 | 12 / 100 | 3e   | Drees II                                                       |
| 1956  | 567 535 | 9,9  | 15 / 150 | 3e   | Drees III (1956-1958) et Beel II (1958-1959)                   |
| 1959  | 563 091 | 9,4  | 14 / 150 | 4e   | De Quay                                                        |
| 1963  | 545 836 | 8,6  | 13 / 150 | 4e   | Marijnen (1963-1965), Cals (1965-1966) et Zijlstra (1966-1967) |
| 1967  | 681 060 | 9,9  | 15 / 150 | 4e   | De Jong                                                        |
| 1971  | 542 742 | 8,6  | 13 / 150 | 4e   | Biesheuvel I et II                                             |
| 1972  | 653 609 | 8,8  | 14 / 150 | 4e   | Den Uyl                                                        |

## Sources
- (en) Cet article est partiellement ou en totalité issu de l’article de Wikipédia en anglais intitulé « Anti-Revolutionary Party » (voir la liste des auteurs).